# ジェームス・ブラウン 最高の魂を持つ男
『ジェームス・ブラウン 最高の魂を持つ男』（ジェームス・ブラウン さいこうのソウルをもつおとこ、原題：Get on Up）は、2014年制作の伝記映画。“ファンクの帝王”と呼ばれたアメリカ合衆国のソウル・シンガージェームス・ブラウンの波瀾万丈の人生を映画化。チャドウィック・ボーズマン主演。ミック・ジャガーが製作に名を連ねている。

## キャスト
※括弧内は日本語吹替
- ジェームス・ブラウン - チャドウィック・ボーズマン（高木渉）
- ボビー・バード - ネルサン・エリス（白熊寛嗣）
- ベン・バート - ダン・エイクロイド（玄田哲章）
- スージー・ブラウン - ヴィオラ・デイヴィス（西宏子）
- ハニーおばさん - オクタヴィア・スペンサー（田村聖子）
- イヴォンヌ・フェア - ティカ・サンプター
- ディー・ディー - ジル・スコット（斉藤貴美子）
- ジョー・ブラウン - レニー・ジェームズ（間宮康弘）
- メイシオ・パーカー - クレイグ・ロビンソン（かぬか光明）
- リトル・リチャード - ブランドン・マイケル・スミス（後藤ヒロキ）
- ミック・ジャガー - ニック・エヴァースマン（英語版）
- キャシー - アリソン・ジャネイ
- リチャード - ジョン・ベンジャミン・ヒッキー
- シド・ネイサン - フレッド・メラメッド（西村太佑）
- リポーター - アーナ・オライリー

日本語吹替その他：佐藤美由希、櫻井トオル、白川周作、山本格、後藤光祐、品田美穂、御沓優子、森史絵、桂一雅、志田有彩、鷄冠井美智子、丸山有香、玉木雅士、北田理道、中村章吾
日本語版制作スタッフ 演出：依田孝利、翻訳：小寺陽子、制作：東北新社